# Ramon Orlandis i Despuig
Ramon Orlandis i Despuig (2 de desembre de 1873, Palma - Sant Cugat del Vallès, 21 de febrer de 1958) fou un sacerdot i filòsof jesuïta mallorquí. Fou el fundador d'Schola Cordis Iesu, secció de l'Apostolat de l'Oració, i l'inspirador de la revista Cristiandad. També és un dels fundadors de l'Escola tomista de Barcelona per la formació i influència magisterial que va exercir-hi sobre els seus exponents més importants: Jaume Bofill i Bofill i Francesc Canals i Vidal. Era germà del poeta mallorquí Pere Orlandis i Despuig.